# Rochelia leiocarpa
Rochelia leiocarpa är en strävbladig växtart som beskrevs av Ledebour. Rochelia leiocarpa ingår i släktet Rochelia och familjen strävbladiga växter. Inga underarter finns listade i Catalogue of Life.